# Black and White Rainbows
Black and White Rainbows è il settimo album in studio del gruppo alternative rock britannico Bush, pubblicato nel 2017. È successivamente uscita un'edizione deluxe contenente due brani inediti: il singolo This Is War e Alien Language.

## Tracce
1. Mad Love – 3:30
2. Peace-s – 4:25
3. Water – 3:29
4. Lost in You – 4:17
5. Sky Turns Day Glo – 4:22
6. Toma Mi Corazon – 4:04
7. All the Worlds Within You – 3:36
8. Nurse – 3:50
9. The Beat of Your Heart – 3:00
10. Dystopia – 2:58
11. Ray of Light – 3:09
12. Ravens – 3:28
13. Nothing but a Car Chase – 3:41
14. The Edge of Love – 4:24
15. People At War – 5:29

## Formazione
- Gavin Rossdale - chitarra, voce
- Chris Traynor - chitarra
- Robin Goodridge - batteria
- Corey Britz - basso